# Герман Дмитро Сергійович
Дмитро Сергійович Герман (біл. Дзмітрый Сяргеевіч Герман; нар. 12 червня 1988, Береза, Білоруська РСР) — білоруський футболіст, півзахисник клубу «Хвиля» (Пінськ).

## Клубна кар'єра
Вихованець ДЮСШ №1 м. Береза, перший тренер — Юрій Миколайович Тюшкевич. Виступав за дубль мінського «Динамо», а у 2007 році приєднався до ФК «Береза». У сезоні 2010 року успішно виступав за «Барановичі» у Першій лізі, після чого приєднався до слонимського «Белтрансгазу» та став одним із його лідерів.
У лютому 2012 року перебував на перегляді у «Бересті», але безуспішно. У другій половині 2012 року виступав за «Ведрич-97». Після закінчення сезону намагався працевлаштуватися у жодинському клубі «Торпедо-БелАЗ», але також безуспішно. У підсумку в лютому 2013 року підписав контракт із «Городеєю».
З лютого 2014 року почав тренуватися у складі мозирської «Славії» і, зрештою, розпочав у складі цього клубу сезон 2014 року. Незабаром зумів закріпитися в основі «мозирян» й допоміг клубу повернутися до Вищої ліги. Сезон 2015 року розпочав на лаві запасних, але швидко став одним з основних нападників.
У лютому 2016 року залишив «Славію» та вирушив на перегляд до брестейського «Динамо», з яким у березні підписав контракт. У складі «Динамо» зумів закріпитися в основі, грав переважно на позиції лівого півзахисника. У другому півріччі 2016 року став капітаном команди.
У першій половині 2017 року втратив місце в основі та почав з'являтися на полі епізодично. У липні того ж року відданий в оренду литовському «Атлантасу», де почав стабільно грати в основі.
У січні 2018 року почав готуватися до нового сезону із брестейською командою. 18 лютого перейшов в оренду до футбольного клубу «Слуцьк». За період виступів у клубі «Слуцьк» провів вісім матчів, зробив одну результативну передачу. У грудні 2018 року перейшов до «Руху» (Брест), який виступав у другій за рівнем лізі Білорусі. Був гравцем стартового складу. У жовтні 2019 року отримав травму, через яку вибув до завершення сезону. У січні 2020 року за згодою сторін покинув клуб.
Сезон 2020 року провів у складі латвійського «Локомотива», якому допоміг здобути перемогу у Першій лізі та вийти у вищий дивізіон.
У лютому 2021 став гравцем російського «Тамбова». Наприкінці березня 2021 року футбольний клуб «Тамбов» за підозрою в участі у договірних матчах усунув Дмитра від тренувань, до яких вже 5 квітня його зрештою знову допустили. Він грав за «Тамбов» до літа 2021 року, коли команда вибула з Прем'єр-ліги та припинила своє існування.
У серпні 2021 року почав тренуватися з пінською «Хвилею», з якою незабаром підписав контракт.

## Статистика виступів
| Сезон    | Дивізіон | Клуб                     | Країна   | Матчі | Голи |
| -------- | -------- | ------------------------ | -------- | ----- | ---- |
| 2006     | дубль    | «Динамо» (Мінськ)        | Білорусь | 5     | 0    |
| 2007     | Д3       | «Береза»                 | Білорусь | 26    | 3    |
| 2008     | Д3       | «Береза»                 | Білорусь | 28    | 3    |
| 2009     | Д3       | «Береза»                 | Білорусь | 25    | 6    |
| 2010     | Д2       | «Барановичі»             | Білорусь | 28    | 8    |
| 2011     | Д3       | «Белтрансгаз» (Слонім)   | Білорусь | 28    | 6    |
| 2012 (1) | Д3       | «Белтрансгаз» (Слонім)   | Білорусь | 18    | 3    |
| 2012 (2) | Д2       | «Ведрич-97»              | Білорусь | 12    | 3    |
| 2013     | Д2       | «Городея»                | Білорусь | 19    | 2    |
| 2014     | Д2       | «Славія-Мозир»           | Білорусь | 22    | 2    |
| 2015     | ВЛ       | «Славія-Мозир»           | Білорусь | 21    | 2    |
| 2016     | ВЛ       | «Динамо-Берестя»         | Білорусь | 27    | 4    |
| 2017 (1) | ВЛ       | «Динамо-Берестя»         | Білорусь | 6     | 2    |
| 2017 (2) | Д1       | «Атлантас»               | Литва    | 16    | 2    |
| 2018     | ВЛ       | «Слуцьк»                 | Білорусь | 8     | 0    |
| 2019     | Д1       | «Рух» (Берестя)          | Білорусь | 10    | 2    |
| 2020     | Д2       | «Локомотив» (Даугавпілс) | Латвія   | 11    | 7    |
| 2020/21  | Д1       | «Тамбов»                 | Росія    | 6     | 0    |

## Досягнення
- Кубок Білорусі
  -  Володар (1): 2016/17

- Перша ліга Латвії
  -  Чемпіон (1): 2020